# Oneida County, Idaho
Oneida County är ett administrativt område i delstaten Idaho, USA, med 4 286 invånare (2010). Den administrativa huvudorten (county seat) är Malad City. 

## Geografi
Enligt United States Census Bureau så har countyt en total area på 3 112 km². 3 109 km² av den arean är land och 3 km² är vatten.

### Angränsande countyn
- Power County - nord
- Bannock County - nordöst
- Franklin County - öst
- Cache County, Utah - sydöst
- Box Elder County, Utah - syd
- Cassia County - väst